# South Point (Texas)
South Point é uma Região censo-designada localizada no estado norte-americano de Texas, no Condado de Cameron.

## Demografia
Segundo o censo norte-americano de 2000, a sua população era de 1118 habitantes.

## Geografia
De acordo com o United States Census Bureau tem uma área de
3,4 km², dos quais 3,3 km² cobertos por terra e 0,1 km² cobertos por água.

## Localidades na vizinhança
O diagrama seguinte representa as localidades num raio de 24 km ao redor de South Point.